# Bo Gustavsson (författare)
För andra betydelser, se Bo Gustavsson.
Bo Gustavsson, folkbokförd Hans Bo Inge Gustafsson, född 14 maj 1946 i Hagfors församling i Värmlands län, är en svensk författare, kritiker och översättare.
Han har varit medarbetare i redaktionen för den muslimska kulturtidskriften Minaret. Förutom att skriva poesi arbetar Gustavsson för närvarande på en trilogi med essäböcker. Han har bland andra översatt Pierre Bourdieu, Robert Bly och R.S. Thomas och är verksam som kritiker i Upsala Nya Tidning.

## Priser och utmärkelser
- 1997 – Lundequistska bokhandelns litteraturpris